# Адріан Колунга
Адріан Колунга (ісп. Adrián Colunga, нар. 17 листопада 1984, Ов'єдо) — іспанський футболіст, що грав на позиції нападника за низку іспанських клубних команд.

## Ігрова кар'єра
Народився 17 листопада 1984 року в Ов'єдо. Вихованець юнацьких команд футбольних клубів «Ковадонга» та «Спортінг» (Хіхон).
У дорослому футболі дебютував 2002 року виступами на правах оренди за «Турон», згодом до 2005 року встиг пограти на анлогічних умовах ще за низку нижчолігових іспанських команд.
2005 року залишив систему «Спортінга» і уклав повноцінний контракт з третьоліговим «Марино Луанко». Згодом змінив ще декілька нижчолігових команд, доки 2007 року не став гравцем «Лас-Пальмаса», представника Сегунди. А вже за рік дебютував в іграх елітної Ла-Ліги як гравець команди «Рекреатіво» (Уельва).
Виступав в еліті іспанського футболу до 2014 року, встигши за цей час пограти за «Реал Сарагоса», «Хетафе» та рідний «Спортінг» (Хіхон).
2014 року відправився до Англії, де захищав кольори місцевого «Брайтон енд Гоув», у складі якого утім не затримався. За рік був відданий в оренду до «Гранади», а 2016 року уклав повноцінний контракт з друголіговою «Мальоркою».
Завершував ігрову кар'єру за кордоном — у 2016–2017 роках грав на Кіпрі за «Анортосіс», а згодом виступав в Індії за команду «Гоа».